# Czkawka
Czkawka (łac. singultus) – objaw chorobowy polegający na rytmicznie powtarzających się, mimowolnych skurczach przepony i mięśni oddechowych klatki piersiowej powodujących wdech z równoczesnym zamknięciem głośni, co wywołuje charakterystyczny odgłos.

## Przyczyny
Czkawka występuje powszechnie, zwykle po pewnym czasie samoistnie ustępuje i nie stanowi poważnej dolegliwości.
Częstotliwość czkawki wynosi zwykle 2-60/minutę, a czas jej trwania kilka minut; przyczyną w większości przypadków jest szybkie lub nadmierne napełnienie żołądka.
Niekiedy czkawka przybiera formę przewlekłą, o czasie trwania powyżej 48 godzin i wtedy powoduje
dyskomfort, znaczne zmęczenie, zaburzenie przyjmowania posiłków, utratę masy ciała, bezsenność i depresję.
Niektóre ważniejsze przyczyny czkawki przewlekłej:
- choroby ośrodkowego układu nerwowego (zapalenia, choroby naczyniowe, guzy itp.),
- schorzenia metaboliczne (mocznica, cukrzyca, hiponatremia, hipokalcemia),
- toksyny (zatrucie alkoholowe) i leki,
- choroby szyi i klatki piersiowej (np. zapalenie płuc i opłucnej, zapalenie osierdzia, zawał mięśnia sercowego[1]),
- choroby jamy brzusznej (np. ropień podprzeponowy, przepuklina rozworu przełykowego),
- operacje w obrębie klatki piersiowej i jamy brzusznej[2],
- ciąża.

## Patomechanizm
Czkawka jest odruchem, który wywołują bodźce powstające w wyniku stymulacji zakończeń nerwu błędnego, przeponowego i włókien współczulnych unerwiających narządy klatki piersiowej, jamy brzusznej, a także pochodzące z ucha, nosa i gardła. Przyczyną jest również pobudzenie ośrodka czkawki w ośrodkowym układzie nerwowym, w wyniku zaburzeń natury psychicznej lub metabolicznej.

## Rekord
- Najdłużej trwająca czkawka (zapisana w Księdze Rekordów Guinnessa) przydarzyła się Amerykaninowi Charlesowi Osborne’owi. W 1922 roku w wieku 28 lat nabawił się czkawki po tym, gdy upadł podnosząc ważącego około 159 kg (350 funtów) wieprza podczas przygotowania do uboju. Czkawka, początkowo występująca 40 razy na minutę, później zwolniła do 20 razy na minutę. Trwała przez 68 lat. Zakończyła się w lutym 1990. Rok później Charles Osborne zmarł. Przypadłość nie przeszkodziła mu w zawarciu dwóch małżeństw i spłodzeniu ośmiorga dzieci[3][4].